# Saiva (Gällivare socken, Lappland, 750459-163044)
Saiva är en sjö i Gällivare kommun i Lappland och ingår i Kalixälvens huvudavrinningsområde. Sjön har en area på 1,22 kvadratkilometer och ligger 599 meter över havet. Saiva ligger i Sjaunja Natura 2000-område. Sjön avvattnas av vattendraget Läffajåkka.

## Delavrinningsområde
Saiva ingår i det delavrinningsområde (750469-162860) som SMHI kallar för Utloppet av Saiva. Medelhöjden är 683 meter över havet och ytan är 9,49 kvadratkilometer. Det finns inga avrinningsområden uppströms utan avrinningsområdet är högsta punkten. Läffajåkka som avvattnar avrinningsområdet har biflödesordning 2, vilket innebär att vattnet flödar genom totalt 2 vattendrag innan det når havet efter 398 kilometer. Avrinningsområdet består mestadels av skog (27 procent), öppen mark (13 procent) och kalfjäll (40 procent). Avrinningsområdet har 1,22 kvadratkilometer vattenytor vilket ger det en sjöprocent på 12,9 procent.

## Etymologi
Saivo kommer från det samiska ordet sájvva som betyder "helig dubbelbottnad sjö utan tillopp".